# Robert Mugabe
Robert Gabriel Mugabe (21. února 1924 Kutama – 6. září 2019 Singapur) byl zimbabwský politik, druhý prezident země úřadující v letech 1987 až 2017. Vystudoval ekonomii v Londýně. Do roku 1960, kdy se dostal do politiky, pracoval jako učitel. V letech 1964–1974 byl vězněn. Roku 1980 se po prvních všeobecných volbách stal prvním premiérem. V témže roce Spojené království uznalo nezávislost svého bývalého koloniálního území pod názvem Zimbabwe (dříve bylo označováno jako „Jižní Rhodesie“). Dne 31. prosince 1987 byl zvolen prezidentem. Postupně si získával stále více moci a jeho vláda se pomalu stávala diktaturou. Kvůli jeho programu na vyvlastnění majetku bělošských velkofarmářů se země dostala do vleklé hospodářské krize. V zemi v tu dobu bylo 85 % nezaměstnaných a sužovala ji rekordní hyperinflace – pro rok 2008 to bylo 231 000 000 %. On sám se na inflaci podílel tím, že nechával nekontrolovaně tisknout peníze, které nechal pustit do oběhu. Mnoho Afričanů ho přesto vnímalo jako hrdinu boje za nezávislost.
Dne 21. listopadu 2017, krátce po úspěšném armádním puči a sesazení z čela Zimbabwské africké národní unie – Vlastenecké fronty (ZANU-PF), ohlásil svou rezignaci na prezidentský úřad. Zimbabwe vládl 37 let zpočátku jako předseda vlády a od roku 1987 jako prezident.

## Původ, studia, první povolání
Narodil se 21. února 1924 v Kutamě. Svá studia započal na misijní základní škole, poté přestoupil na střední školu Kutama College, která je považována za jednu z nejlepších v Africe. Svou první vysokou školu začal studovat na Fort Hare University, tu však opustil. Dále jeho studia pokračovala v Driefonteinu, Salisbury, Gwelu a Tanzanii. Po studiích se vydal na dráhu učitele, kterou začal v Zambii a následně pokračoval i v Ghaně, kde také potkal svou první ženu Sally Hayfron. V Ghaně se začal zajímat o politické dění, k tomu jej nejvíce ovlivnil ghanský premiér Kwame Nkrumah.

## Uvěznění, guerillová válka
Po pobytu v Ghaně se roku 1961 vrátil zpět do Zimbabwe (tehdejší Rhodesie) a ihned se připojil k hnutí Zimbabwe African People's Union (ZAPU). O 3 roky přestoupil do Zimbabwe African National Union (ZANU), která byla více levicová a byla také silně ovlivněna maoismem. V tomto hnutí později zaujímal pozici generálního tajemníka. V roce 1964 byl za takzvaný podvratný projev poslán na 10 let do vězení. Tyto roky nepromarnil, během té doby se mu podařilo korespondenčně vystudovat několik dalších vysokých škol, nejvýznamnější z nich byla londýnská univerzita. Během té doby mu zemřel čtyřletý syn a on se za mřížemi stal pro lid Zimbabwe mučedníkem boje proti kolonialismu. Po návratu z vězení se uchýlil do Mosambiku, odkud vedl guerillovou válku proti rasistické vládě, jejímž premiérem byl Ian Smith. V roce 1979 byly po měsících jednání boje ukončeny, což mělo zapříčinit velkou změnu země. Touto změnou měl být únor 1980, kdy měla vzniknout nová ústava, nová republika Zimbabwe a měly proběhnout pluralitní volby. On však nadále zůstal v Mosambiku, údajně se obával o svou bezpečnost. Do své země se vrátil až v prosinci roku 1979, kde byl přivítán lidem s nadšením.

## Volby, krize v Zimbabwe
Po volbách se stal premiérem Zimbabwe. Na začátcích své vlády se snažil do politiky zapojit také hnutí ZAPU, které mělo silnou podporu veřejnosti. To se však nesetkalo s patřičným ohlasem a v zemi vypukla občanská válka. Úplný mír byl nastolen až 22. prosince 1988. To bylo zapříčiněno spojením ZAPU a ZANU, čímž vznikla Zimbabwská africká národní unie – Vlastenecká fronta (ZANU-PF). Celý tento zdlouhavý konflikt si vyžádal až 30 tisíc obětí na straně národa Ndebele. Postupem času se země pod jeho vedením začala ekonomicky propadat a tak se snažil hledat viníky, také sklouzával k rasistickým výrokům. Například obvinil menšinu zimbabwských bělochů, že přivedli zemi do problémů. V roce 1995 dokonce zakázal homosexuální vztahy, za toto porušení hrozilo občanům až 10 let vězení. Všechny tyto problémy vyvrcholily v roce 1998, kdy Zimbabwe vstoupilo do Druhé Konžské války. Tento konflikt vedl jen k definitivní destrukci země. Proto se rozhodl pro radikální řešení, v roce 2000 se uchýlil k diktatuře.

## Diktátor, pozemková reforma

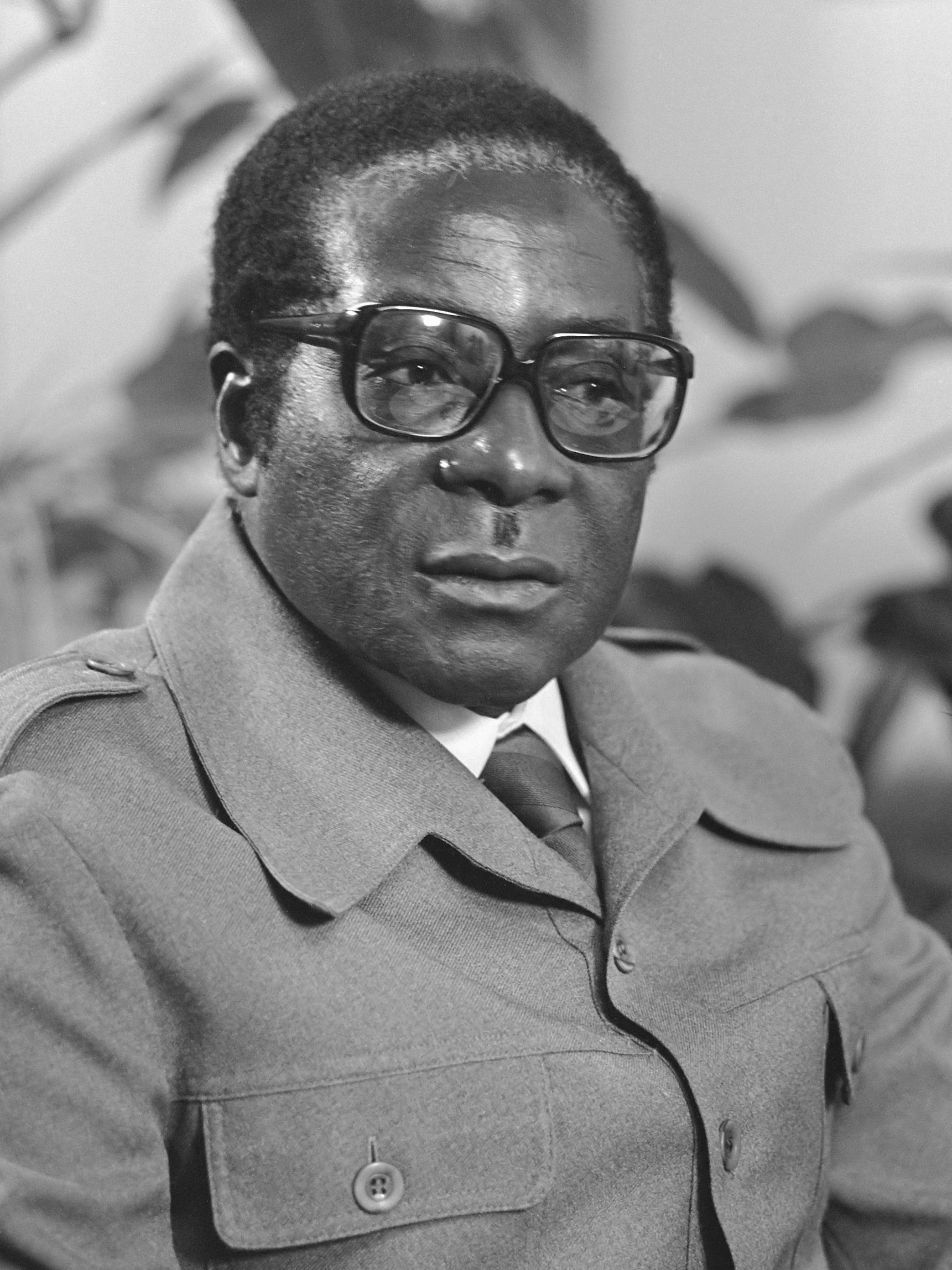
Robert Mugabe (1979)

Jeho prvním počinem v roli diktátora byla pozemková reforma, která byla naplánovaná již v roce 1997 s odkladem na 10 let, ale nikdo příliš nevěřil, že se někdy uskuteční. Společně s ní byla 12. a 13. února 2000 přijata nová ústava, která umožnila právě zmíněnou pozemkovou reformu uskutečnit. Tato pozemková reforma znamenala znárodnění půdy bílých obyvatel země a to bez náhrady. Reforma byla lidem odmítnuta v referendu, poté byla projednávána Ústavním soudem, který ji také neschválil, ale jeho usnesení přehlasoval diktátorský parlament, proto vstoupila v platnost. Tím začalo ve druhé polovině roku 2000 násilné zabírání farem, které bylo provázeno krvavými střety s majiteli a obránci farem. Ti byli tvořeni bělochy a také černošskými dělníky. Celou touto reformou bylo dosaženo úplné destrukce země, protože jen o své domovy přišlo asi 700 tisíc lidí. Další negativní dopady však zasáhly až 2,4 milionu obyvatel země. Půda totiž většinou ležela ladem a obilnice Afriky začala trpět hlady. I tehdy hledal vinu jinde, jen ne u sebe samého. Snažil se potlačit opozici všemi dostupnými prostředky, z krize v jeho zemi obviňoval celý svět. Reforma však jen vyústila v rekordní inflaci ve výši 100 000 % v 1. čtvrtletí roku 2008.

## Řešení otázky slumů
Dalším silně kontroverzním krokem bylo vyřešení otázky slumů u velkých měst, které nechal srovnat se zemí, čímž připravil více než 700 tisíc těch nejchudších o střechu nad hlavou. Oficiální zdůvodnění tohoto kroku bylo „vyčistit města od špíny“. Zde nastal problém, protože tito lidé byli do slumů dopraveni státními úřady. Spíše se mu nelíbilo, že většina obyvatel slumů v předchozích volbách volila opoziční stranu. Jeho pozice se nezměnila ani po prezidentských volbách v roce 2008, které vyhrál ve druhém kole.

## Smrt
Zemřel 6. září 2019 v nemocnici v Singapuru, kde strávil několik posledních měsíců svého života.

## Vyznamenání
- Řád José Martího – Kuba, 1985[5][6]
- Řád Agostinha Neta – Angola, 1992
- velkokříž Řádu dobré naděje – Jihoafrická republika, 1994[7]
- Řád Jamajky – Jamajka, 1996[8]
- velkostuha Řádu velkého dobyvatele – Libye, 2000
- čestný rytíř velkokříže Řádu lázně – Spojené království, udělen Alžbětou II. 1994, odebrán 25. července 2008[9]

## Ve filmu
- Tlumočnice – Ve fiktivní africké zemi Matobo třiadvacet let vládne prezident Zuwanie (hraný film z roku 2005).
- Mugabe and the White African (dokumentární film z roku 2009)[10]